# Dusteken
Het dusteken (∴) is een teken bestaande uit drie stippen in een opwaarts gerichte driehoek geplaatst. Het Unicode-teken is U+2234 en kan bij sommige besturingssystemen worden ingevoegd met de toetscombinatie ALT+8756. Hoewel het niet algemeen gebruikt wordt in officiële documenten, wordt het vaak gebruikt in wiskunde en bij afkortingen.
Waar op een toetsenbord het teken niet beschikbaar is kan ter vervanging de combinatie .'. (punt-apostrof-punt) worden gebruikt.

## Wiskunde
Het symbool wordt in een mathematisch bewijs geplaatst vóór een logische consequentie. Het is vanaf 1659 in gebruik. De tegenhanger is het omdat-teken ∵ (Unicode U+2235). Het kan ook gecombineerd worden met het conjunctie-teken ∧ (en/and) (U+2227) en met het qed-teken, een rechthoek (∎, Unicode U+220E), soms vervangen door een dubbele schuine streep //, dat geplaatst kan worden aan het eind van een wiskundig bewijs of logische redenering.
Als voorbeeld zou men het volgende kunnen gebruiken:
∵ Alle mensen zijn sterfelijk ∧ Socrates is een mens ∴ Socrates is sterfelijk //

(Omdat het eerste en het tweede geldt moet dus ook het derde gelden.)

## Vrijmetselarij

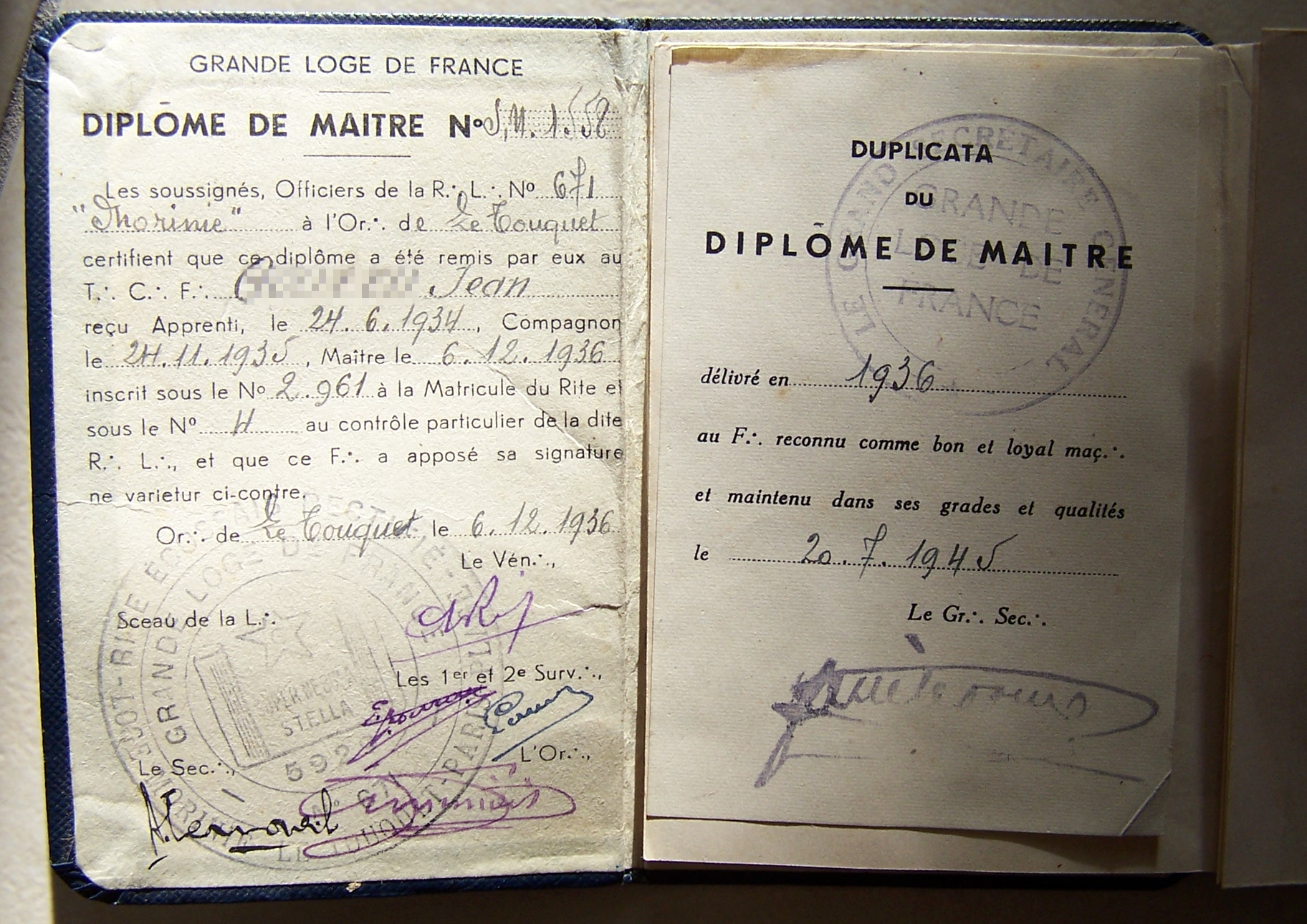
Bladzijde uit een Frans maçonniek diploma uit 1945 waarin duidelijk het teken gebruikt wordt als afkortingsteken

Binnen de vrijmetselarij wordt het ∴-teken vaak toegepast in plaats van een punt, bij veelgebruikte afkortingen. Zo zal men de "Achtbare Meester der Loge" meestal geschreven zien als A∴ Mr∴ der L∴

Het teken staat daarom ook wel bekend onder de benaming maçonnieke punten. Ook andere esoterische groepen gebruiken het teken.

## Landkaarten
In Japan wordt dit teken op landkaarten gebruikt om theeplantages aan te geven. Met een vergelijkbaar teken met vettere stippen (Unicode U+26EC) worden bezienswaardigheden en beschermde monumenten aangeduid.
Op de Michelin-kaarten wordt dit teken gebruikt om ruïnes aan te geven.